# Lucien Guissard
Lucien Guissard AA (* 15. Oktober 1919 in Mousny, Gemeinde Ortho, Provinz Luxemburg; † 22. März 2009 in Paris) war ein belgischer katholischer Ordenspriester, Journalist und Autor.

## Leben
Lucien Guissard wurde 1919 in Mousny in einer Bauernfamilie aus der Provinz Luxemburg geboren. Er besuchte das Collège d’Alzon in Bure und später die Schule in Sart-les-Moins. 1937 trat er der Ordensgemeinschaft der Assumptionisten bei und studierte Theologie in der Abtei Saint-Gérard de Brogne. Nach der Priesterweihe 1943 studierte er Politik- und Sozialwissenschaften an der Katholischen Universität Löwen.
Guissard wurde 1950 Redakteur bei der katholischen Tageszeitung La Croix und folgte 1955 Luc Estang als Literaturkritiker für die Zeitung nach. Von 1969 bis 1974 war er Chefredakteur von La Croix.
Am 13. Dezember 1986 übernahm er den Platz des verstorbenen Theologen Charles Moeller in der Académie royale des Sciences, des Lettres et des Beaux-Arts de Belgique.

## Auszeichnungen
Guissard erhielt 1961 den Grand prix catholique de littérature für seinen Essay Écrits en notre temps. Zudem wurde er von der Académie française 1960 mit dem Prix Juteau-Duvigneau für sein Buch Catholicisme et progrès social und 1985 für sein Lebenswerk ausgezeichnet. Außerdem verlieh ihm 1980 die Académie de langue et de littérature françaises de Belgique den Prix Henri-Davignon für Histoire d'une migration.

## Schriften
- Catholicisme et progrès social, 1960
- Écrits en notre temps, 1961
- Emmanuel Mounier, 1962
- Littérature et pensée chrétienne, 1969
- Histoire d’une migration, 1979
- Les Chemins de la nuit, 1986
- La Puce et les Lions (mit Gabriel Ringlet), 1988
- Le Temps d’être homme, 1990
- Les Promesses de la mer, 1993
- La Ressemblance, 1995
- Les Assomptionnistes d’hier à aujourd’hui, 1999